# Darren Murray
Darren Murray (Città del Capo, 2 aprile 1991) è un ex nuotatore sudafricano.

## Biografia
Ha rappresentato il Sudafrica ai Giochi olimpici estivi di Londra 2012, gareggiando nei 200 metri dorso, dove è stato eliminato in batteria con il venticinquesimo tempo.
Il 16 dicembre 2012, ai mondiali in vasca corta di Istanbul 2012 ha realizzato il record africano della 4x100 metri misti con il tempo di 3'31"97, assieme ai connazionali Giulio Zorzi (59"36), Garth Tune (52"70), Leith Shankland (47"29). Il suo tempo di frazionè è stato 52"62.

## Record africani del nuoto
| Specialità              | Tempo   | Evento                                           | Luogo    | Data             | Note  |
| ----------------------- | ------- | ------------------------------------------------ | -------- | ---------------- | ----- |
| Staffetta 4x100 m misti | 3'31"97 | Campionati mondiali di nuoto in vasca corta 2012 | Istanbul | 16 dicembre 2012 | [ 1 ] |

## Palmarès
- Campionati africani

Johannesburg 2008: oro nella 4x100m misti, argento nei 50m dorso, nei 100m dorso e nei 200m dorso.
Casablanca 2010: oro nei 50m dorso, nei 100m dorso, nei 200m dorso e nella 4x100m misti
- Giochi panafricani

Maputo 2011: oro nei 200m dorso e argento nei 100m dorso.